# سیلور گروو (کنتاکی)
سیلور گروو (به انگلیسی: Silver Grove) شهری در ایالت کنتاکی کشور ایالات متحده آمریکا است که جمعیت آن در سرشماری سال ۲۰۱۰ میلادی، ۱٬۱۰۲ نفر بوده‌است.